# Уроми
Уроми (англ. Uromi) — город в Нигерии, в штате Эдо, в районе местного управления Северо-Восточный Эсан. В городе Уроми находится кафедра епархии Уроми Католической церкви.
В 1987 году при Ибрагиме Бабангида началось строительство железной дороги Итакпе — Варри длиной 320 километров. Железная дорога предназначалась для обеспечения поставок железной руды месторождения Итакпе-Хилл на металлургический завод в Аджаокуте и поставки стали на международный рынок через порт Варри. Строительство было брошено после постройки 254 километров. В 1999 году правительство Нигерии решило достроить железную дорогу. В июле 2018 года железная дорога была достроена и стала второй линией европейской колеи в стране после железной дороги Абуджа — Кадуна, сданной в январе 2018 года. Линию запланировано соединить с Центральной магистралью железнодорожной сети через Абуджу. Линия проходит через Адого (Adogo), Аджаокуту, Уроми, Игбанке, Агбор и Абраку. По состоянию на 2018 год все 12 станций дороги находятся в стадии строительства. Поддерживать работу железной дороги будут 1000 наёмных работников.